# Brote
Brote é um pão de milho tradicionalmente preparado por descendentes de imigrantes pomeranos, que no século 19 povoaram o estado brasileiro do Espírito Santo. A tradição perdura até hoje. Tal pão pode variar de nome de acordo com os ingredientes, podendo ser também o Mijlchebroud (pão de milho) e o Bananabroud (brote de banana). 

## História
A iguaria surgiu a partir de 1857, quando imigrantes pomeranos chegados ao Brasil não conseguiram cultivar o trigo no clima tropical do interior do estado, tendo então que substituí-lo pelo milho.
Durante muito tempo os pomeranos tiveram vergonha de consumir o brote por serem chamados pejorativamente de «broteiros». Hoje, eles reconhecem nessa forte tradição um caráter único no mundo, já que esta não foi preservada nem mesmo em seu país de origem.
Orgulhosos, jovens de localidades como Vila Pavão valorizam sua identidade. Com isso, o brote se transformou num símbolo de resistência cultural.

## Preparo
O verdadeiro brote requer um ritual para ficar pronto. O fubá é feito no moinho tocado a água e o fermento é preparado na sexta. No sábado, descasca-se batata-doce, cará, inhame e mandioca, que serão ralados e adicionados à massa. Então, o pão vai para o forno à lenha antes de ser degustado. Uma folha de bananeira no fundo da forma e o aquecimento adequado do forno são importantes para a qualidade do produto. 
O pão é geralmente consumido nos fins de semana.